# Auze (affluent du Lot)
Pour les articles homonymes, voir Auze.
L'Auze est une  rivière du sud-ouest de la France, sous-affluent de la Garonne par le Lot.

## Géographie
De 18,3 km de longueur, l'Auze prend sa source dans le département du Cantal commune de Lacapelle-del-Fraisse à 720 mètres d'altitude en Châtaigneraie, près du hameau de Lacaze. Elle s'oriente tout de suite plein sud jusqu'au village de Labesserette où elle prend la direction sud-ouest. Après avoir traversé Junhac elle s'enfonce dans une vallée de plus en plus encaissée. A la hauteur de Cassaniouze elle reçoit l'apport du ruisseau des Fontanelles et du Riou Nègre. Elle rejoint enfin le Lot au niveau du village de Saint-Projet commune de Cassaniouze en rive droite.
Son bassin versant correspond au pays du Veinazès qui lui-même fait partie de la Châtaigneraie.

### Départements et communes traversées
- Cantal : Junhac, Sénezergues, Cassaniouze, Labesserette, Lacapelle-del-Fraisse.

## Affluents
L'Auze compte dix-sept affluents répertoriés  parmi lesquels :
- Ruisseau de Vobis : 4 km
- Ruisseau de Cairillet : 9,4 km
- Ruisseau de Sarrette : 8,3 km
- Ruisseau des Fontanelles : 2,5 km
- Riou Nègre : 3 km